# Binnenrotte
De Binnenrotte is een straat in het centrum van Rotterdam tussen het Pompenburg en de Blaak.
De Binnenrotte was oorspronkelijk het gedeelte van de rivier de Rotte binnen de bebouwing van Rotterdam. In 1871 werd de Binnenrotte gedempt voor de aanleg van het spoorwegviaduct in de lijn Rotterdam-Dordrecht. Het viaduct werd gesloopt na de aanleg van de Willemsspoortunnel in 1993. Sinds die tijd is de Binnenrotte een grote open ruimte Binnenrotteplein die op dinsdag en zaterdag, en gedurende een deel van het jaar ook op zondag, gebruikt wordt door de Rotterdamse Centrummarkt, een algemene warenmarkt met ruim 450 kramen. In 2018, 2019 en 2025 was hier de finish van de Roparun, in 2018 en 2019 vanwege werkzaamheden op de Coolsingel en in 2025 vanwege werkzaamheden op het Hofplein. 

## Gebouwen
Aan de Binnenrotte staat een aantal opvallende gebouwen, zoals de blauw-witte Centrale Bibliotheek met gele pijpleidingen en de woontorens Blaaktoren en De Statendam. In mei 2014 werd er naast de Binnenrotte, ten zuiden van de Hoogstraat, een markthal gebouwd van 70 bij 110 meter groot.

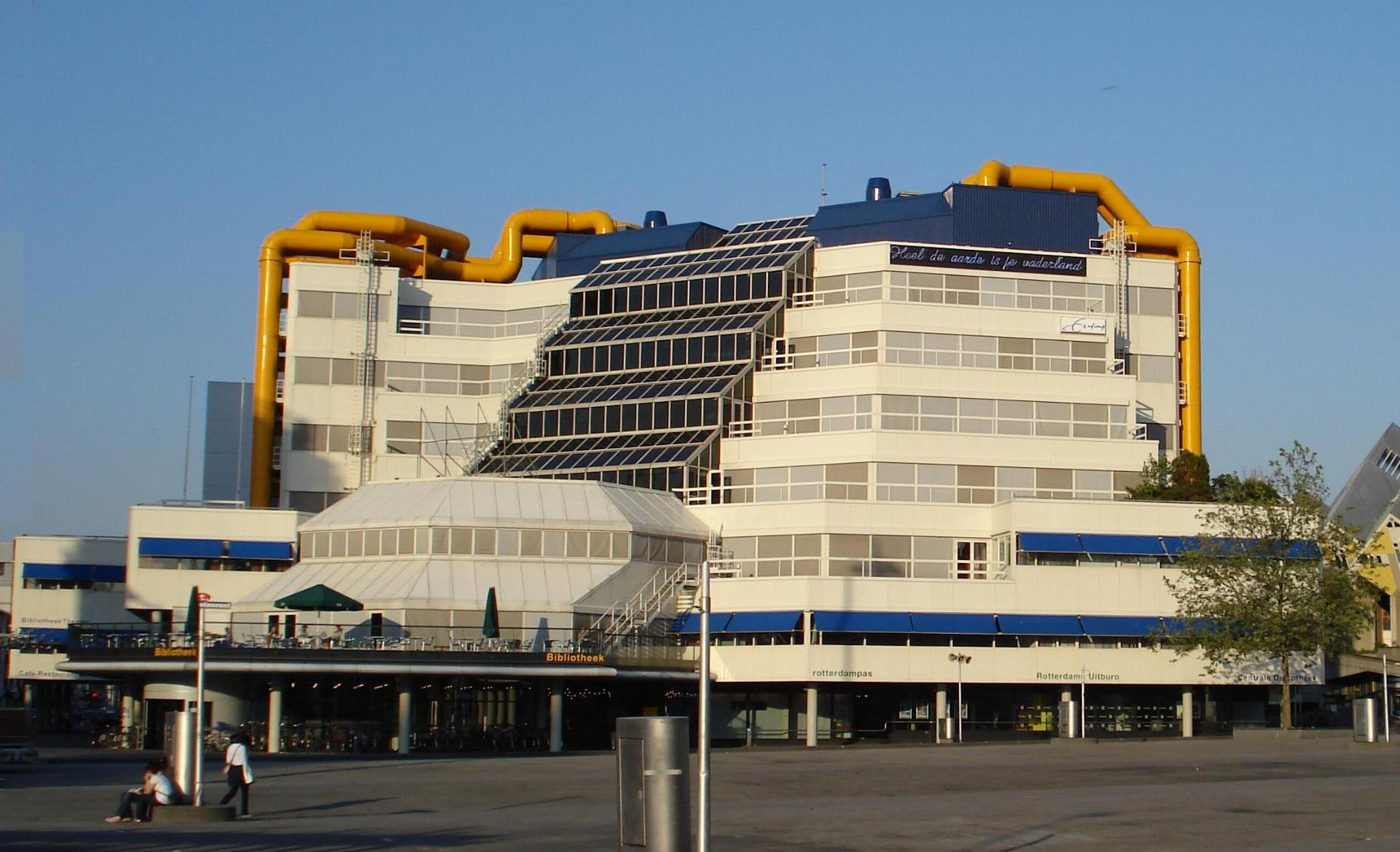
Centrale Bibliotheek (2008)
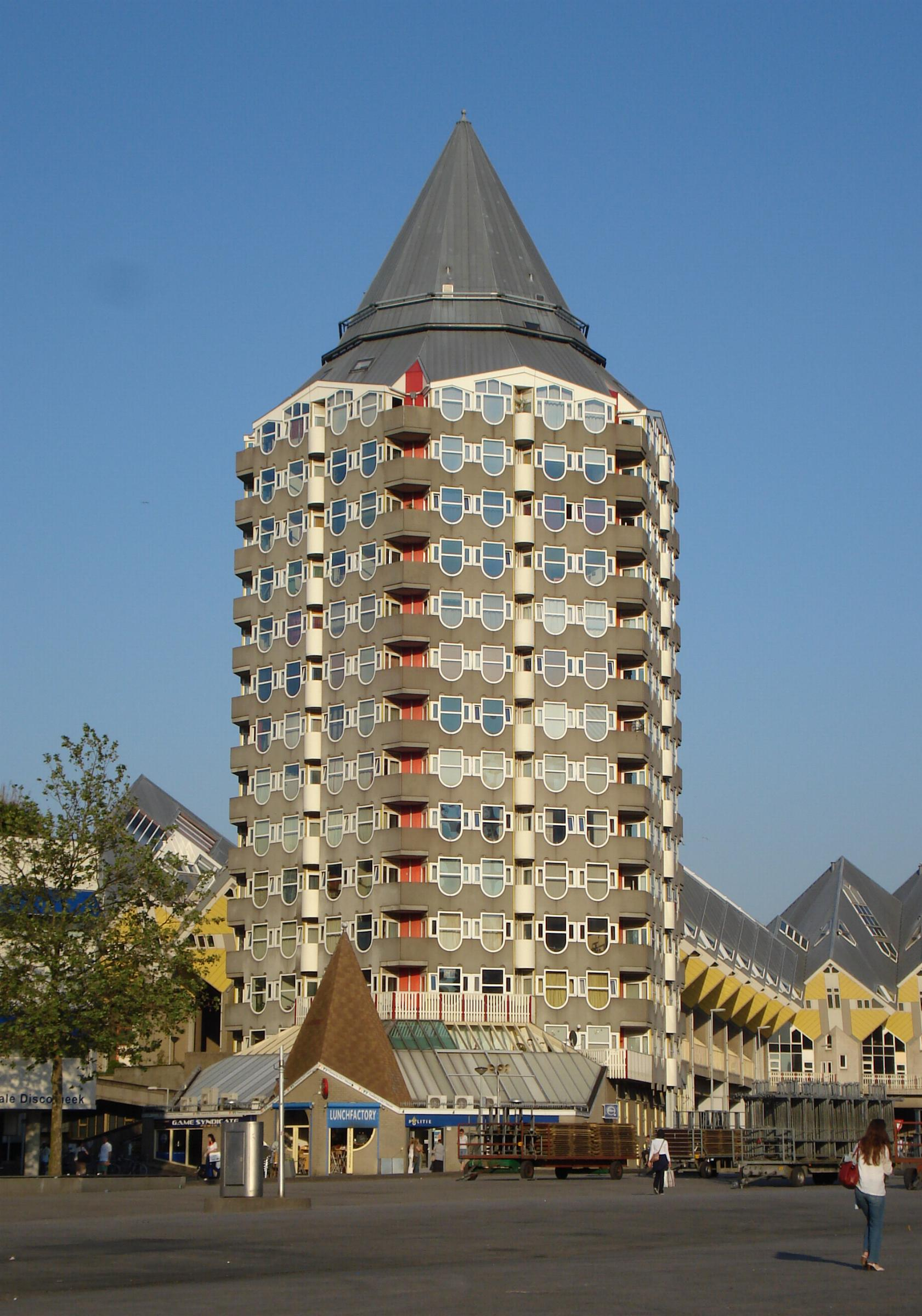
Blaaktoren
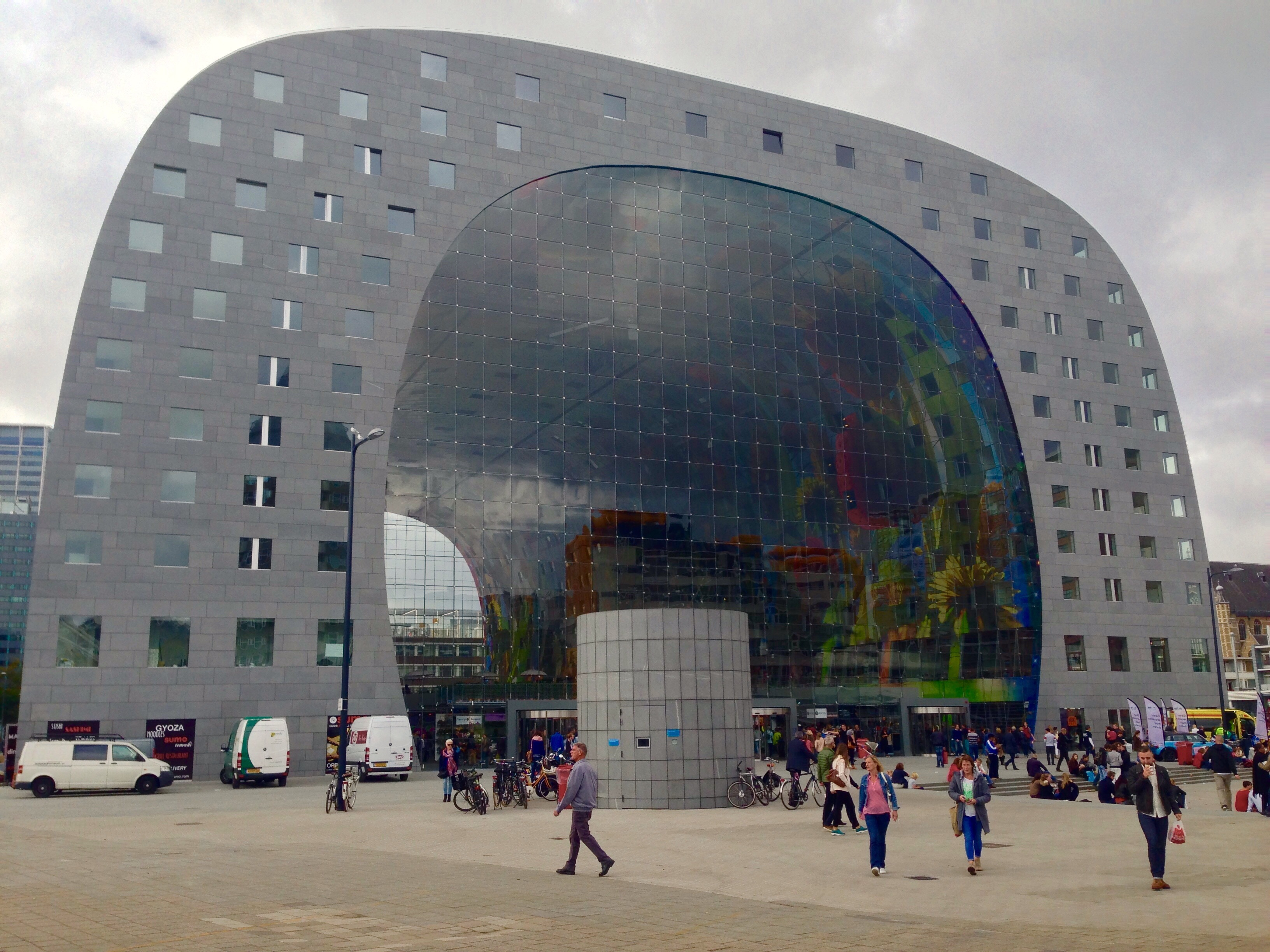
Markthal
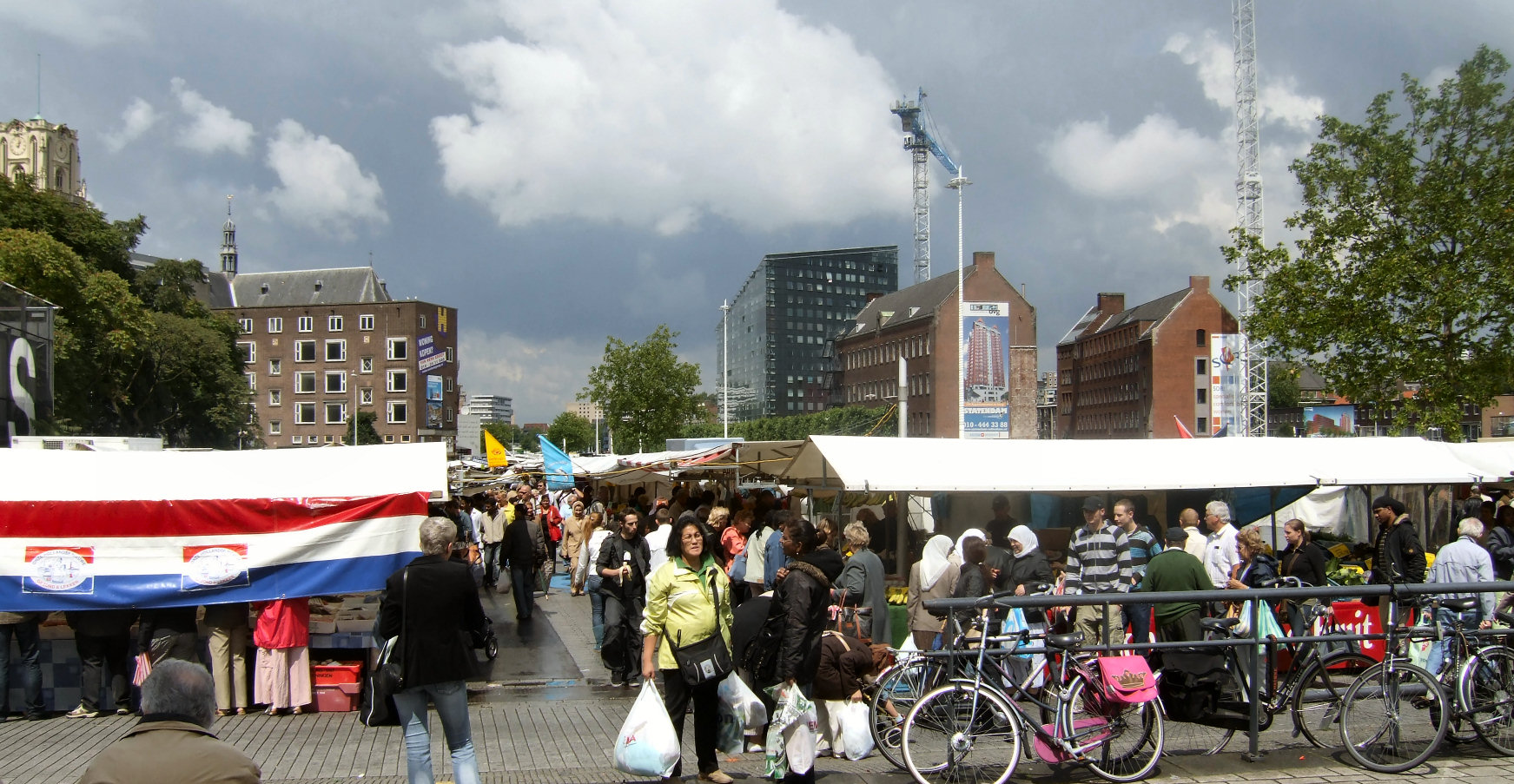
Markt aan de Binnenrotte
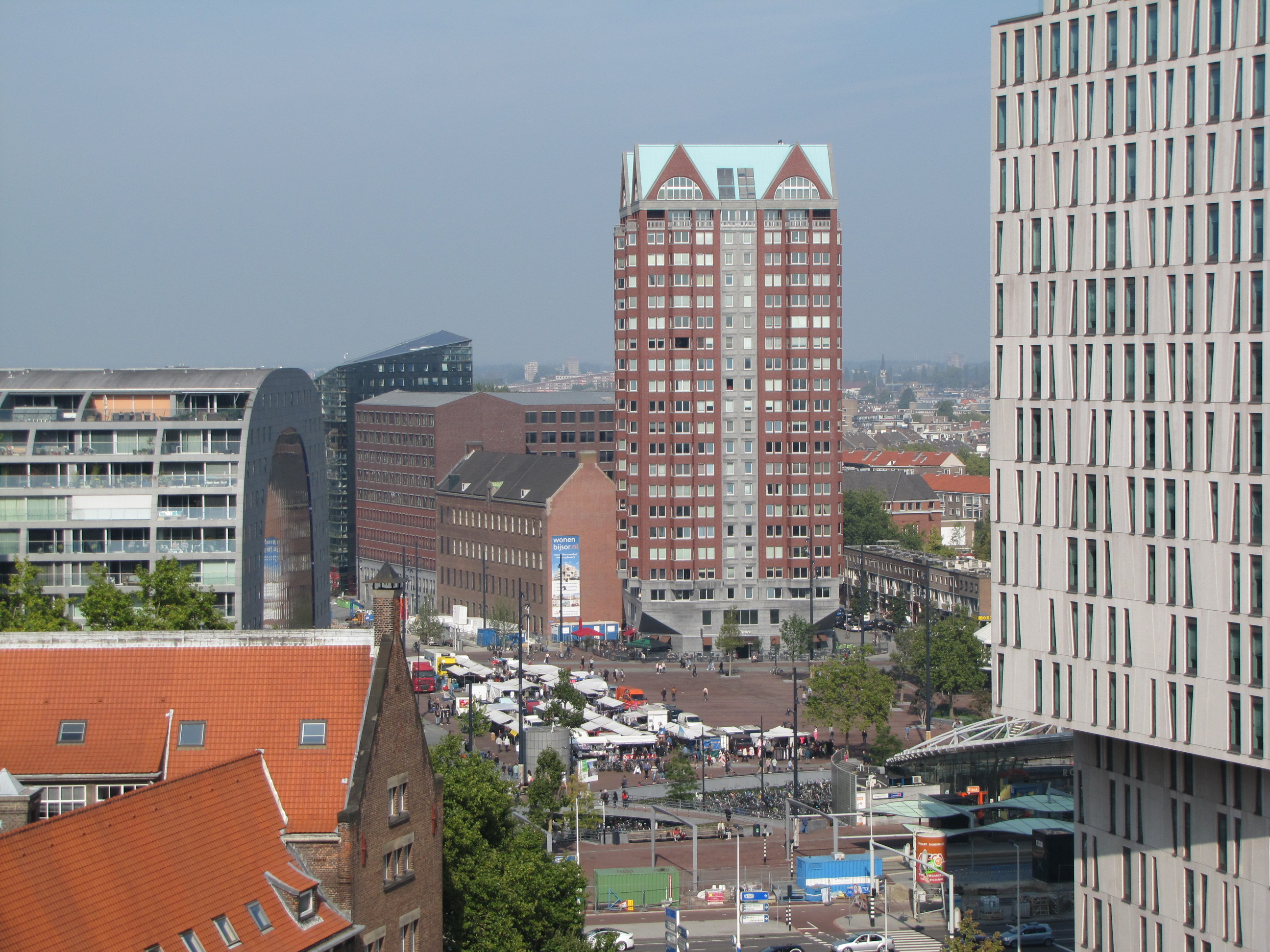
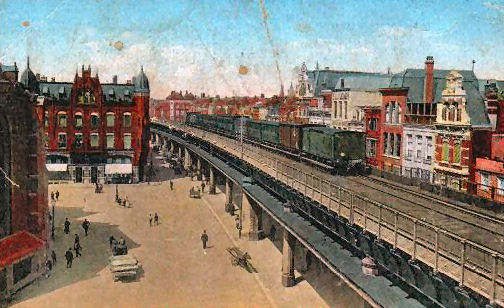
Binnenrotte in 1910
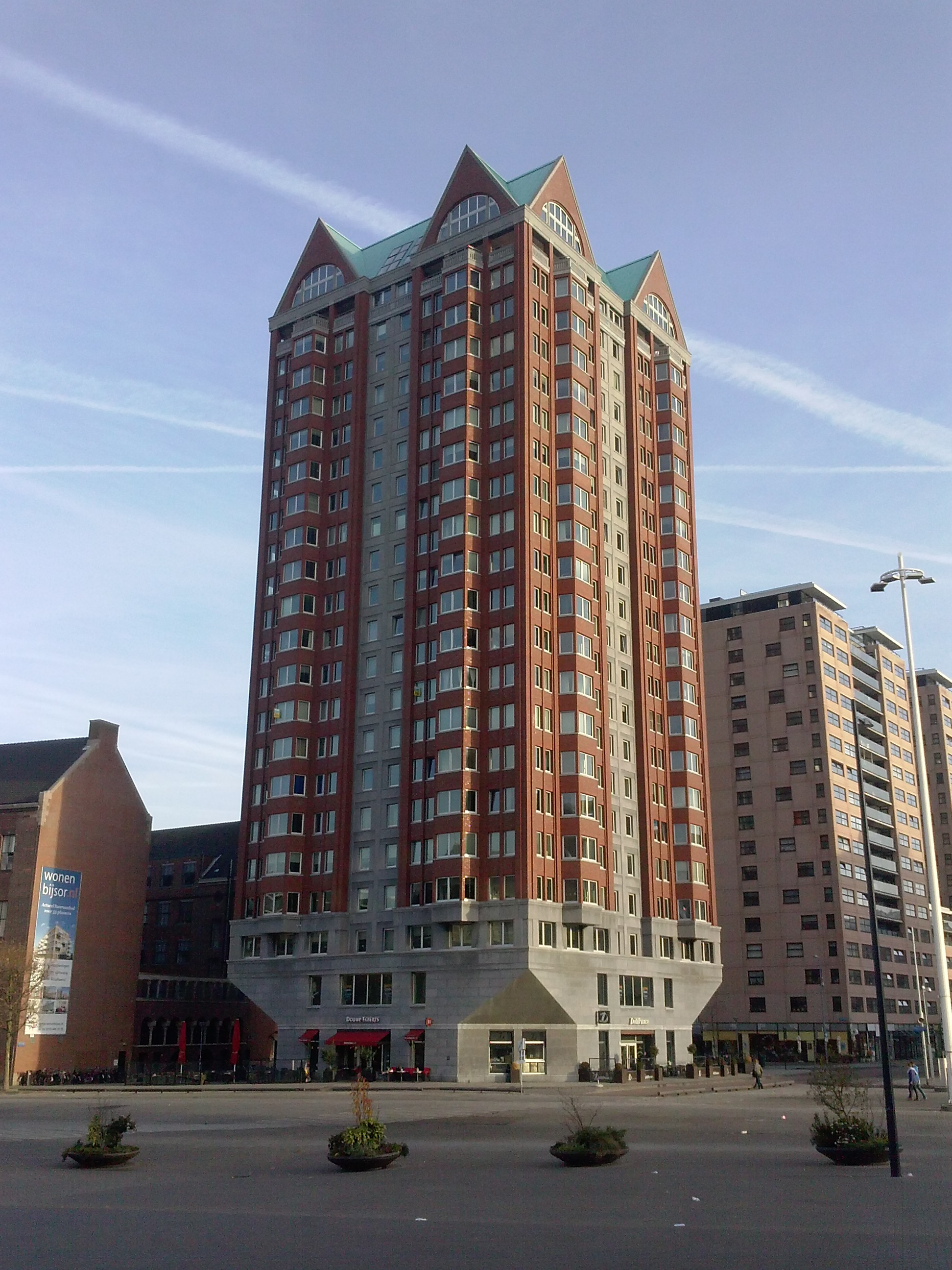
De Statendam

Admiraal de Ruyterweg ·
Admiraliteitskade ·
Aert van Nesstraat ·
Baan ·
Batavierenstraat ·
Beukelsdijk ·
Beursplein ·
Beurstraverse ·
Binnenweg ·
Binnenwegplein ·
Binnenrotte ·
Blaak ·
Boezemweg ·
Boompjes ·
Bosland ·
Botersloot ·
Burgemeester van Walsumweg ·
Churchillplein ·
Coolsingel ·
Coolvest ·
Eendrachtsplein ·
Eendrachtsweg ·
Geldersekade ·
Goudsesingel ·
's-Gravendijkwal ·
Haagseveer ·
Henegouwerlaan ·
Hofdijk ·
Hofplein ·
Hoogstraat ·
Jonker Fransstraat ·
Karel Doormanstraat ·
Kipstraat ·
Kolk ·
Koningin Emmaplein ·
Korte Hoogstraat ·
Kruiskade ·
Kruisplein ·
Leuvehoofd ·
Lijnbaan ·
Lombardkade ·
Maasboulevard ·
Mariniersweg ·
Mathenesserlaan ·
Mauritsweg ·
Meent ·
Museumpark ·
Oostmolenwerf ·
Oostplein ·
Oude Binnenweg ·
Parkkade ·
Parklaan ·
Pim Fortuynplaats ·
Plein 1940 ·
Pompenburg ·
Rochussenstraat ·
Saftlevenstraat ·
Schiedamsedijk ·
Schiedamse Vest ·
Schouwburgplein ·
Spaansekade ·
Stadhuisplein ·
Stationsplein ·
Stroveer ·
Van Oldenbarneveltstraat ·
Vasteland ·
Veerkade ·
Weena ·
Westblaak ·
Westerkade ·
West-Kruiskade ·
Westersingel ·
Westplein ·
Willemskade ·
Willemsplein ·
Witte de Withstraat